# Système Baojia
Le système Baojia (chinois : 保甲 ; pinyin : bǎojiǎ) est une invention de Wang Anshi de la dynastie Song, qui crée un système communautaire d'application des lois et un contrôle civil. ce système fait partie des nombreuses réformes gouvernementales de la Nouvelle Politique menées entre 1069 et 1076.

## Histoire

### Chine impériale
Les dirigeants des bao ont le pouvoir de maintenir l'ordre local, collecter les taxes et organiser les projets civils. L'idée du système est de diminuer la dépendance du gouvernement envers les mercenaires et à leur place de nommer ces sociétés civiles pour l'application des lois. Les règles du système Baojia sont émises par le gouvernement central en 1548 durant la dynastie Ming, mais il n'est pas obligatoire. Ces règles sont plutôt des recommandations à destination des fonctionnaires qui souhaitent déployer le système dans leurs xian.
Durant la dynastie Qing, le système Baojia est étendu à l'ensemble de la Chine. Cependant, Ju Dongzu écrit que le système est « totalement inefficace » à cette époque et reste une formalité plusieurs siècles après sa mise en place.
Initialement système d'auto-défense, en 1835 le système baojia est étendu à la collecte des taxes. Ceci entraîne un abus de pouvoir et une agitation au niveau local.

### Chine moderne
Le système Baojia continue d'être utilisé par les citoyens chinois au cours du XXe siècle. Pendant le boycott des produits japonais lors du mouvement du 4 mai en 1919, les étudiants calquent leur résistance sur le système baojia. Dix personnes font un serment collectif de boycott des produits japonais et s'assurent que les neuf autres membres respectent leur serment. Chaque membre du groupe tente de convertir dix nouvelles personnes à la cause, formant dix groupes de dix personnes qui se réunissent en un groupe de cent. Finalement, dix groupes de cent personnes forment à leur tour une brigade de mille personnes. Comme dans le système baojia traditionnel, un membre du groupe de dix prend le commandement du groupe. Comme aucun groupe de mille personnes ne fonctionne effectivement, il est évident que le chef de chaque groupe joue un rôle important dans le déroulement du boycott.
Durant la période de la République de Chine, Tchang Kaï-chek se déclare en faveur du retour du système Baojia. He Yingqin déclare que le système Boajia peut être utilisé comme base pour un mercenaire pour passer au service militaire obligatoire. Le système connait un certain succès, mais il rencontre une grande difficulté à trouver des baozhang qualifiés et volontaires, puisque le poste n'est pas rémunéré.
Les Japonais remettent également le système au goût du jour (Tonarihumi en japonais) en Mandchourie le 22 décembre 1933. dans ce cas, le but premier du système est de surveiller et contrôler les citoyens chinois. Le gouvernement met en place un système de peine, lianzuo, dans lequel les crimes commis par une famille dans un pai conduit à une peine pour les dix familles du pai. Ceci incite donc les membres d'un pai à se surveiller mutuellement. Le système comprend également une unité d'auto-défense et une organisation de responsabilité et surveillance mutuelle. Ce système prend fin en 1937, lorsque la guerre totale engagée en Asie du sud-est contraint le gouvernement japonais à considérer des schémas de contrôle plus directs et centralisés. Le 1er décembre 1937, un nouveau système de gouvernement district et village est annoncé.

## Structure
La structure du système Baojia a changé au cours du temps. Dans le système original de Wang Anshi, l'unité de base est le bao (surveillance), qui regroupe dix familles. Cependant, durant la dynastie Ming, ces dix familles sont appelées jia (dîme) et dix jia (ou cent familles) constituent un bao. Chaque jia possède une pancarte qui circule de famille en famille. La famille qui la possède à un moment donné est le jiazhang, ou capitaine de dîme. De la même façon, le capitaine d'un bao est appelé baozhang.
Il existe de nombreuses variations régionales du système. Dans certaines régions, un jia peut être constitué de quatre à plus de treize familles. Certains xian de Jiangnan ajoutent une unité intermédiaire appelée dang (accord). Cette unité est constituée de treize familles et possède un dangzhang.
Durant la dynastie Qing, la structure du système évolue à nouveau. Dix foyers forment un pai. Dix pai constituent un jia et dix jia forment un bao. Des études menées par Philip Huang et Wang Fuming dans le comté de Baodi au nord-est de la province du Hebei (désormais le district de Baodi à Tianjin) montrent que l'officiel le moins élevé est le xiangbao, qui supervise vingt villages et doit jouer le rôle d'intermédiaire entre le peuple et le gouvernement.
Lorsque le système réapparaît en République de Chine, sa structure reste sensiblement la même, à l'exception de l'introduction de lianbao (bao associé), un groupe de plusieurs bao au niveau d'un district.